# Nora Grieg Christensen
Nora Grieg Christensen (Bærum, 1º giugno 1995) è un'ex sciatrice alpina norvegese.

## Biografia
Sciatrice polivalente attiva dal novembre del 2010, Nora Grieg Christensen nel gennaio del 2012 ha conquistato due medaglie d'argento ai I Giochi olimpici giovanili invernali di Innsbruck 2012. Nella stagione 2012-2013 ha esordito in Coppa Europa, il 26 novembre a Vemdalen (46ª in slalom speciale), e ha preso parte all'XI Festival olimpico invernale della gioventù europea, vincendo la medaglia d'oro nella medesima specialità; nella stagione seguente ha ottenuto il miglior piazzamento in Coppa Europa, il 24 gennaio a Spital am Pyhrn in supercombinata (5ª), e ha conquistato la medaglia d'argento nella discesa libera ai Mondiali juniores di Jasná 2014. Ha preso per l'ultima volta il via in Coppa Europa il 22 marzo 2015 a Soldeu/El Tarter in supergigante (36ª) e si è ritirata al termine della stagione 2018-2019: la sua ultima gara è stata uno slalom speciale FIS disputato il 9 aprile ad Aspen. Non ha esordito in Coppa del Mondo  e non ha preso parte a rassegne olimpiche o iridate.

## Palmarès

### Mondiali juniores
- 1 medaglia:
  - 1 argento (discesa libera a Jasná 2014)

### Olimpiadi giovanili
- 2 medaglie:
  - 2 argenti (supergigante, gara a squadre a Innsbruck 2012)

### Festival olimpico della gioventù europea
- 1 medaglia:
  - 1 oro (slalom speciale a Brașov 2013)

### Coppa Europa
- Miglior piazzamento in classifica generale: 86ª nel 2014

### Campionati norvegesi juniores di sci alpino
- 1 oro (slalom gigante nel 2012)[senza fonte]